# Sieniewicze
Sieniewicze (biał. Сінявічы; ros. Синевичи) – wieś na Białorusi, w obwodzie grodzieńskim, w rejonie grodzieńskim, w sielsowiecie Sopoćkinie, przy ujściu Czarnej Hańczy do Niemna. Miejscowość leży przy granicy z Republiką Litewską.
W dwudziestoleciu międzywojennym wieś leżała w Polsce, w województwie białostockim, w powiecie augustowskim, przy granicy z Litwą kowieńską.